# John Spargo
John Spargo (31 de janeiro de 1876 — 17 de agosto de 1966) foi um artista inglês emigrado nos Estados Unidos. Ele tornou-se um renomado especialista na história e artesanato de Vermont. Spargo é mais lembrado como o biógrafo de Karl Marx e, como um dos principais intelectuais públicos filiados ao Partido Socialista da América durante a era progressiva do início do século XX.

## Biografia
Spargo nasceu em 31 de janeiro de 1876, na pequena aldeia de Longdowns na inglaterra. Seus pais eram Thomas Spargo (1850-1920) e Jane Hocking Spargo (1851-1900). Quando jovem, ele trabalhou comopedreiro, mais tarde se tornou-se pastor. Dentro de um ano depois de sua chegada ao Barry Docks, Spargo tinha começado o primeiro trabalho no Federation de Hyndman Social Democrata (SDF), foi eleito membro da Comissão Executiva Nacional do SDF.